# Rurice de Limoges
Pour les articles homonymes, voir Ruricius.
Saint Ruricius (né vers 440 ; mort en 507 ou peu après 507), évêque de Limoges en Haute-Vienne (485–507), lié aux gentes gallo-romaines des Avitii et des Anicii. Il est vénéré comme saint par l'Église catholique et fêté le 20 juillet..

## Famille
Selon Venantius Fortunatus, Ruricius était membre de la famille des Anicii, l'une des familles aristocratiques les plus importantes de Rome. Les détails de son ascendance ont fait l'objet de débats. L'explication de Mathisen est que Ruricius était le fils d'un "Constantius" et d'une "Leontia" sur la base de sa prémisse que son grand-père paternel était peut-être Flavius Constantius Felix et sa mère membre de la famille aristocratique des Pontii Leontii de Burdigalia en Aquitaine. D'autres preuves qu'il fournit incluent (1) pour Constance, sur l'existence d'un diptyque consulaire en ivoire pour Fl. Constantius Felix (cos. 428), patricien et magister militum de 425 à 430 à Limoges et le fait que Ruricius avait un fils de ce nom, et (2) pour Léontia, l'utilisation du nom Léontius pour un frère et un fils de Ruricius.
Christian Settipani convient que la mère de Ruricius était membre des Pontii Leontii mais ne fait aucune référence spécifique quant à l'identité du père de Ruricius. Il soutient que le nom du consul de 428 était en fait Flavius Felix et que le nom "Constantius" a été ajouté par erreur, ce qui ferait de cette personne l'un des Ennodii et que les Ennodii ne sont pas devenus liés à Ruricius avant la génération suivante à travers mariage avec l'un de ses fils par une mère ennodienne de Parthénius.
Selon Mommaerts et Kelley, Ruricius pourrait être le fils d'un proconsul africain, au nom encore inconnu, mais autrement identifié (par titre) par Sidonius dans sa lettre à Montius comme le père dudit Camillus. Cela ferait de Ruricius le frère de Camillus et de Firminus d'Arles. L'objection à cette hypothèse a été qu'elle fait du proconsul africain sans nom un fils par ailleurs non attesté de l'empereur régicide Petronius Maximus et qu'il n'y a aucun Firminus parmi les descendants immédiats de Ruricius. Settipani accepte maintenant que Petronius Maximus était un Anicii mais soutient que le proconsul africain anonyme n'était probablement pas le fils de Maximus. À l'appui de l'hypothèse Kelley / Mommaerts, il y a la preuve dans ses lettres des liens étroits de Ruricius avec Arles et un argument selon lequel le nom "Firminus" est en fait entré en usage parmi les Ferreoli par le mariage de Papianilla, qu'ils supposent avoir été une sœur de Ruricius, à Tonantius Ferreolus; cependant, la question de l'héritage paternel de Ruricius reste controversée.
La chose la plus étrange est peut-être l'échec inhabituel de Sidoine à s'enthousiasmer pour le père de Ruricius, quel qu'il soit. Puisque Ruricius fut apparemment à un moment donné le protégé de Sidoine, ce dernier l'a peut-être jugé inapproprié d'une manière ou d'une autre. Certains suggèrent que néanmoins Ruricius n'a peut-être pas été un Anicii parce qu'il ne fait aucune référence dans ses lettres survivantes qu'il est lié, et qu'il ne communique avec aucun membre connu de la famille. Dans l'ensemble, le témoignage de Venantius Fortunatus est plutôt plus convaincant.
Ruricius a épousé Hiberia, la fille d'un sénateur arverne Ommatius, petit-fils d'un patrice qui a vécu au IVe siècle nommé Philagrius. On note qu'elle participa à sa conversion à la vie religieuse, et donc à sa succession au siège épiscopal de Limoges vers 485. Bien qu'aucune preuve directe ne survive pour dire s'ils avaient des filles, on sait que Ruricius et Hiberia avaient cinq fils: Ommatius (l'aîné), Eparchius, Constantius, Leontius et Aurelianus. De plus, Ruricius avait plusieurs petits-enfants et au moins un arrière-petit-enfant,.

## Biographie
On connaît peu de choses sur la vie de Ruricius. Originaire des environs de Gourdon, au nord de Cahors, chez les Cadurques (actuel Quercy), où sa famille devait détenir une grande propriété, il faisait partie des aristocrates gallo-romains des Ve et VIe siècles dont certains écrits furent conservés, tels Sidoine Apollinaire, préfet de Rome en 468 et évêque de Clermont (mort en 485), Alcimus Ecdicius Avitus, évêque de Vienne (mort en 518); et Magnus Felix Ennodius, (mort en 534), évêque de Ticinum, (aujourd'hui Pavie). Tous étaient liés aux grandes familles gallo-romaines dont étaient issus les évêques de la Gaule.
Dans le cadre d'une coutume qui consistait pour les populations à choisir comme évêques des personnages importants qui pourraient les protéger, Ruricius a été élu par les Lémovices à cette fonction en 485 et l'est resté jusqu'à son décès. Il ne s'est pas limité à ses activités spirituelles et administratives, mais, d'après une épitaphe que lui a dédiée le poète Venance Fortunat (Poèmes, IV, 5), il a fait construire à Limoges une église placée sous le vocable de saint Pierre ou de saint Augustin. "L'Indicateur limousin, guide de l'étranger à Limoges et dans les environs" note que c'est en 507 que Rurice II fonda l'église de Saint-Pierre-du-Queyroix alors que son oncle avait édifié l'église de Saint Augustin.
Il avait connu au temps de sa jeunesse le rhéteur Hesperius, ami de Sidoine Apollinaire, et qui exerçait à Clermont. Il a inscrit ensuite un de ses fils au nombre des étudiants de celui-ci.

## Écrits
Il nous est parvenu un ensemble de 83 lettres écrites par Ruricius, que nous ne connaissons que par un seul manuscrit, le Codex Sangallensis 190. Elles y sont précédées de 16 autres qui lui ont été adressées par divers auteurs, dont Fauste de Riez et Sidoine Apollinaire. Elles couvrent une période d'environ trente ans. Nous y trouvons un aperçu de ce que pouvait être, sous la domination barbare, la vie des gens cultivés de la haute société gallo-romaine. Mais elles ne fournissent aucune information directe sur les grands événements de cette période, et presque aucune sur les effets du pouvoir des Wiigoths concernant la vie et les activités locales. La plupart des lettres de Ruricius étaient adressées à des membres de sa famille et à des amis, ainsi qu'à des évêques voisins ou plus lointains.. Certains de ses correspondants restent mal connus de nous.
Ce sont des lettres d'art, au style très recherché et très précieux, comme l'exigeait la correspondance de l'époque. Certaines expriment ses préoccupations familiales, évoquent des pensées amicales ou des actes d'amitié, se consacrent à de la consolation ou du réconfort. D'autres demandent ou offrent un soutien spirituel et une direction de conscience. Plusieurs ont pour thème les aspects administratifs de ses fonctions épiscopales.

## Éditions
- Harald Hagendahl, « La correspondance de Ruricius », dans Acta Universitatis Gotenburgensis 58.3 (Göteborg) 1952.
- Bruno Krusch, « Ruricii Epistolae », dans Mon. Ger. Hist. AA8 (Berlin) 1887 — Consulter l'index.
- A. Engelbrecht, ed., Ruricii Epistolarum Libri Duo, Vienne, 1891.
- Jacques Paul Migne (dir.), « Ruricius Lemovicensis Episcopus — Epistolae [0447-0507] »
- M. Neri (dir.), Ruricio di Limoges. Lettere, Pise, Edizioni ETS, 2009.

## Sources
- (en) Cet article est partiellement ou en totalité issu de l’article de Wikipédia en anglais intitulé « Ruricius » (voir la liste des auteurs).
- D. R. Bradley « Review : The letters of Ruricius », dans The Classical Review, New Series 4, no. 3/4 (1954): 268–269.
- Frank Gilliard, The senators of sixth-century Gaul, dans Speculum 54, no. 4 (1979): 685–697.
- Grégoire de Tours, Historia Francorum, Londres, Penguin Books, Ltd., 1974.
- Ralph W. Mathisen :
  - Ruricius of Limoges and friends : A collection of letters from Visigothic Gaul, Liverpool, Liverpool University Press, 1999,  (ISBN 0-85323-703-4). Traduction en anglais des lettres de Rurice.
  - Barbarian Bishops and the Churches « in Barbaricis Gentibus » during Late Antiquity, dans Speculum 72, no 3 (1997), p. 664–697.
  - Roman Aristocrats in Barbarian Gaul : Strategies for Survival in an Age of Transition, Austin, TX: University of Texas Press, 1993.
  - Studies in the History, Literature, and Society of Late Antiquity, Amsterdam: Hakert, 1991.
  - Ecclesiastical Factionalism and Religious Controversy in Fifth Century Gaul, Washington, D.C.: Catholic University of America Press, 1989.
  - [Mathisen 1988]« The theme of literary decline in Late Roman Gaul », dans Classical Philology 83, no. 1 (1988): 45–52.
  - Emigrants, Exiles and Survivors : Aristocratic Options in Visigothic Aquitania, Phoenix 38, no. 2 (1984): 159-170.
  - Epistolography, Literary Circles and Family Ties in Late Roman Gaul, Transactions of the American Philogical Association 111, (1981): 95–109.
  - (avec Danuta Shanzer) Society and culture in Late Antique Gaul : Revisiting the sources, Michigan, Ashgate, 2001.
- Luíz Paulo Manuel de Menezes de Mello Vaz de São-Payo, A Herança Genética de Dom Afonso I Henriques Porto, Centro de Estudos de História da Família da Universidade Moderna do Porto, 2002.
- T. Stanford Mommaerts, et David H. Kelley, The Anicii of Gaul and Rome in fifth-century Gaul : A crisis of identity?, sous la direction de John Drinkwater et de Hugh Elton, Cambridge, 1992.
- Christian Settipani, Les Ancêtres de Charlemagne (Éditions Christian, 1989).
- Christian Settipani, Ruricius, Ier évêque de Limoges et ses relations familiales
- Sidoine Apollinaire :
  - (la) Œuvres de Sidoine Apollinaire, 1879
  - (en) The Letters of Sidonius, Oxford, Clarendon, 1915 (orig.), p. clx–clxxxiii ; List of Correspondents, Notes, V.ix.1 — En ligne : vol. 1 ; [https://archive.org/details/lettersofsidoniu02sido vol. 2